# Аталарих
Аталарих (Athalarich; * 516; † 2 октомври 534, Равена) е крал на остготите в Италия през 526 – 534 г.

## Произход и управление
Син е на Амалазунта и вестготския княз Еутарих. Внук е на Теодорих Велики, който на болничното си легло определя Аталарих за наследник.
На 30 август 526 г. Теодорих умира, Аталарих става крал. Той е едва на десет години, когато се качва на трона, затова майка му Амалазунта, дъщеря на Теодорих Велики, е негова регентка; баща му Еутарих е умрял преди това († 522 г.). Това не отговаря на готската традиция, само мъже да са регенти, но Теодорих сам определя дъщеря си Амалазунта за такава и тя, макар че не се появява името ѝ, определя политиката за следващите години.
Аталарих е възпитан по желание на майка си римски, което не допада на готските благородници. Политиката на този период е прояване на толерантност спрямо висшата римска класа и народа и католическата църква. Аталарих се опитва да се откъсне от влиянието на майка си, която води тайни преговори с Юстиниан I с цел да даде остготското царство на Византия.
Вероятно Аталарих води отпуснат живот и става жертва на алкохола, което е причина за ранната му смърт, 17-годишен, отровен, на 2 октомври 534 в Равена. След това майка му и нейният роднина Теодахад си делят ръководството. Скоро след това Остготското царство се разпада.